# Avenue de l'Aéroplane
Pour les articles homonymes, voir Aéroplane (homonymie).
L'avenue de l'Aéroplane (en néerlandais : Vliegtuiglaan) est une avenue bruxelloise de la commune de Woluwe-Saint-Pierre qui va de la rue au Bois à l'avenue Louis Jasmin en passant par l'avenue du Pilote et l'avenue Montgolfier.
La numérotation des habitations va de 3 à 31 pour le côté impair et de 2 à 38 pour le côté pair.

## Historique et description
Le nom de l'avenue fait référence aux meetings aériens organisés au début du XXe siècle à l'emplacement de l'ancien champ de courses de Stockel. Woluwe-Saint-Pierre était la première commune à accueillir ce genre de manifestation. Ces meetings furent interrompus par la Première Guerre mondiale. 
D'autres artères du quartier y font d'ailleurs également référence, notamment l'avenue de l'Aviation, l'avenue de l'Hélice, l'avenue du Monoplan, etc.